# Kipalapala
Kipalapala est une communauté religieuse tanzanienne proche de Tabora. Il devient le siège d'une mission des Pères Blancs vers 1891 et abrite aujourd'hui diverses institutions catholiques, dont un séminaire supérieur et un prieuré.

## Histoire
Les premiers missionnaires européens arrivent dans la région en 1879 et tentent de s’établir à Tabora, sans succès. En 1891, l’abbé Guillet réussit à ouvrir un orphelinat à Tabora, mais le déplace rapidement à Kipalapala, une localité à environ une heure de marche. Le père Charbonnier est ordonné évêque par Mgr Léon Livinhac le 24 août 1887 dans le village. Il fut le premier évêque à être ordonné en Afrique équatoriale.
Le nom officiel du séminaire est St. Paul's Senior Seminary - Kipalapala. Il est fondé par la société des Missionnaires d'Afrique, plus connue sous le nom de « Pères Blancs » en 1923. Initialement, il était situé dans un petit endroit appelé Utinta, près du lac Tanganyika. Deux ans plus tard, le séminaire est transféré à Kipalapala, un lieu central et accessible aux étudiants qui viendraient pour la formation sacerdotale non seulement de Tanzanie mais aussi des pays voisins comme le Kenya, le Malawi et la Zambie. Ainsi, le séminaire principal Saint-Paul de Kipalapala existe depuis 1925. 
Depuis le milieu des années 1960, le séminaire est devenu l’un des trois séminaires régionaux interdiocésains de Tanzanie chargés de former des séminaristes en théologie. Les deux autres séminaires de théologie sont le séminaire principal de Peramiho dans le sud de la Tanzanie et le séminaire principal de Saint Karoli Lwanga à Dar es Salam[réf. nécessaire].
Dans les années qui suivirent la Première Guerre mondiale, les Pères Blancs décident qu'un séminaire régional devait être fondé à Kipalapala pour servir les vicariats apostoliques de Tabora, Nyassa, Bangwelo et Tanganyika. Lorsque le séminaire de Rubya fut fermé en 1929, les séminariste rejoignirent celui de Kipalapala. Mgr Mathurin Guillemé, vicaire apostolique de Nyassa, fut l'un des moteurs a la création du séminaire du village. 
Le prieuré Saint-Bernard de Kipalapala, dans l’archidiocèse de Tabora, est fondé le 1er janvier 1984[réf. nécessaire].

### Objectifs et missions
La mission du Grand Séminaire Saint-Paul de Kipalapala est de dispenser une formation académique, religieuse, morale et humaine aux jeunes qui serviront l'Église catholique et la nation en tant que prêtres. L’objectif du séminaire est également est une évangélisation profonde des locaux grâce à un personnel formé.